# Fredrik Lööf
Fredrik Lööf (født 13. december 1969) er en svensk sejler, som har sejlet blandt andet finnjolle og starbåd. Lööf har repræsenteret Sverige ved seks olympiske lege og vundet tre medaljer i den forbindelse. Han har også vundet flere VM- og EM-medaljer.

## Karriere

### OL
Lööf begyndte sin karriere i finnjolle og deltog første gang ved OL i 1992 i Barcelona, hvor han blev nummer fem. Ved legene fire år senere i Atlanta blev han igen nummer fem, mens han ved OL 2000 i Sydney vandt bronze med 47,0 point, blot ét point efter italieneren Luca Devoti på andenpladsen.
Herefter skiftede Fredrik Lööf over til starbåden, hvor han sejlede sammen med Anders Ekström. Ved OL 2004 opnåede deres både Lööfs dårligste OL-placering med en tolvteplads. Ved legene fire år senere i Beijing vandt duoen bronze. Efter sejre i tre af de ti indledende sejladser gik svenskerne ind til den afgørende medaljesejlads på førstepladsen, men denne sejlads blev katastrofal for dem, idet de blev sidst af de ti både, hvorved de endte på 53 point, ligesom den brasilianske båd med Bruno Prada og Robert Scheidt, der fik sølvmedaljen, fordi de var bedre end svenskerne i medaljesejladsen. Briterne Iain Percy og Andrew Simpson vandt guld med 45 point.
Lööfs sidste OL-deltagelse var i 2012 i London, hvor han denne gang sejlede starbåden sammen med Max Salminen. Brasilianerne Prada og Scheidt var favoritter efter at have vundet de to seneste VM samt OL-testsejladsen. Med i feltet var også guldvinderne fra 2008, Percy og Simpson, men Lööf fik sin revanche fra disse lege, idet svenskerne vandt guld. Sejren blev sikret i den afsluttende medaljesejlads, idet svenskerne blot lå nummer tre efter de to nævnte både, da de ti indledende sejladser var gennemført. Brasilianerne og briterne klarede sig dog dårligt i medaljesejladsen, så Lööf og Salminen kunne med en sejr her sikre sig den samlede sejr, Sveriges første i sejlsport siden 1976. Efter denne præstation blev Lööf udpeget som Sveriges flagbærer ved afslutningsceremonien.

### VM og EM
I perioden 1993-1999 vandt Lööf medalje ved samtlige verdensmesterskaber i finnjolle.
Efter han skiftede til star, blev det til VM-guld i 2001 og 2004 samt VM-sølv i 2002. Desuden vandt han EM-guld i 2001, 2002 og 2004 samt EM-sølv i 2007 og 2012 og EM-bronze i 2009.